# Suntaks kyrka
Suntaks kyrka är en kyrkobyggnad som sedan 2002 tillhör Valstads församling (tidigare Suntaks församling) i Skara stift. Kyrkan ligger i Suntak i Tidaholms kommun.  

## Kyrkobyggnaden
Under slutet av 1800-talet planerade man att bygga ut den gamla kyrkan, Suntaks gamla kyrka, men vid sekelskiftet tog man beslutet att bygga en helt ny kyrka. Byggnadadsarbetet påbörjades 1899 och 1902 invigdes den nya kyrkan, som uppfördes i nyromansk stil efter ritningar utförda av Folke Zettervall. Kyrkan består av ett långhus, som på grund av osäkra markförhållanden orienterades i nord-sydlig riktning, ett kvadratiskt kor i norr, en utbyggd sakristia väster om koret och ett torn i söder. Byggnaden vilar på en sockel av granit och har vitputsade fasader. På båda sidor om ingången finns pelare, som flyttats från den gamla kyrkan. Kyrkan renoverades 1970–1971 i samarbete med arkitekt Tore Virke.

## Inventarier
- Dopfunten av sandsten är från 1100-talet och kommer från den gamla kyrkan. Vid renoveringen 1970-1971 rekonstruerades det försvunna mittpartiet efter anvisningar av landsantikvarien Sven Axel Hallbäck. Det utgörs av ett stöd och åtta kolonnetter.
- Predikstolen är tillverkad 1713 av Jonas Ullberg i Velinga socken och fanns tidigare även den i gamla kyrkan. Materialet är skulpterad och målad furu. Motivet är de fyra evangelisterna åtskiljda av vridna kolonner. På ljudtaket står Kristus med segerfanan.
- Vid renoveringen byggdes ett nytt altare. En skulptur flyttades från predikstolen till ett nybyggt altarskåp. Skulpturens motiv är Kristus med världsklotet.
- En orgel med fem stämmor byggdes 1903 av Levin Johansson.
- Nattvardskalken är i silver och tillverkad på 1400-talet, fast med en 1949 omgjord cuppa.
- På altaret i sakristian finns en modernt triumfkrucifix utfört av Eva Spångberg.
- Den gamla kyrkans lillklocka, gjuten på 1200-talet, hänger på ena långväggen och den gamla storklockan från 1756 utgör idag lillklocka i tornet.

## Bilder

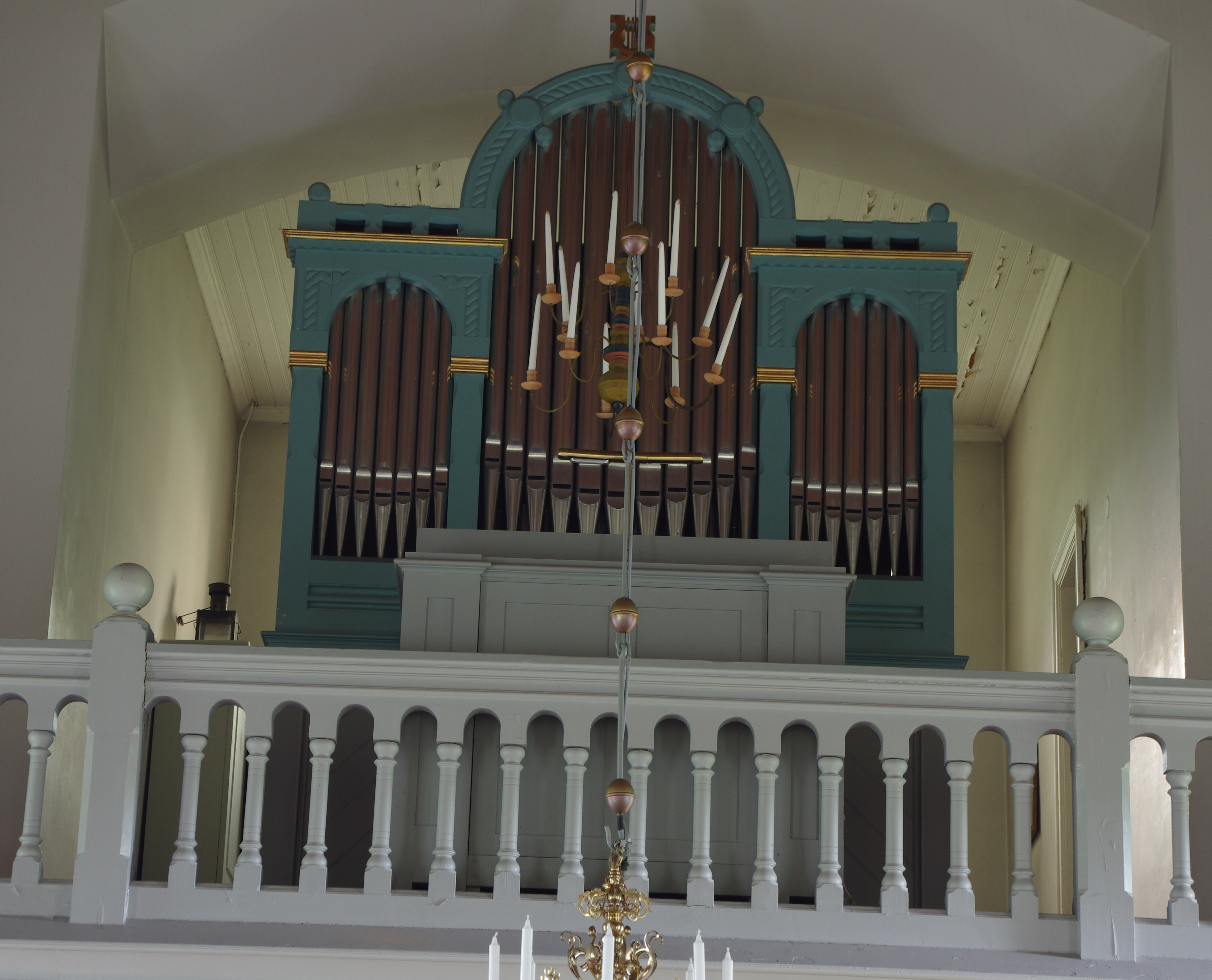
Orgelläktare.
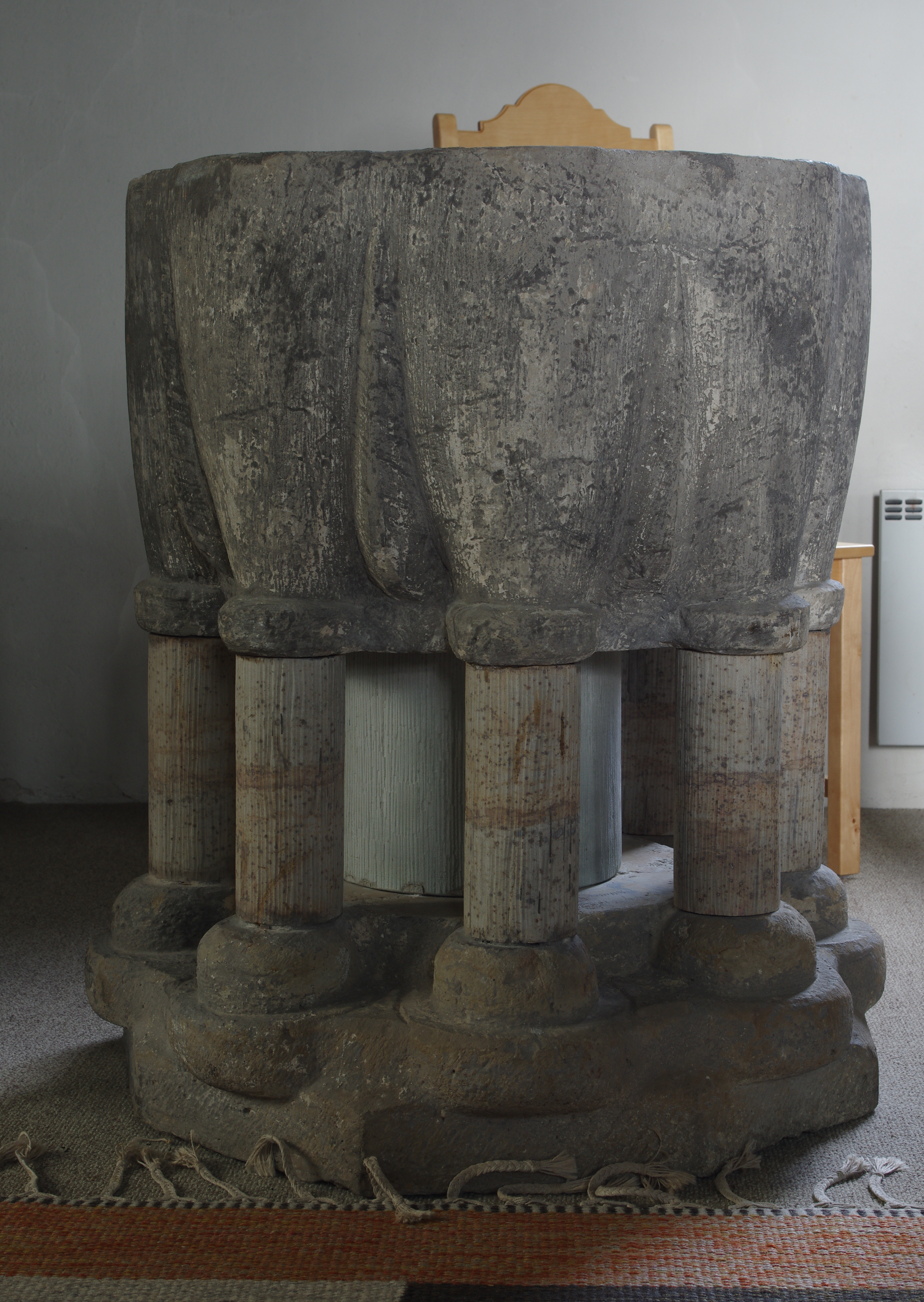
Dopfunt.
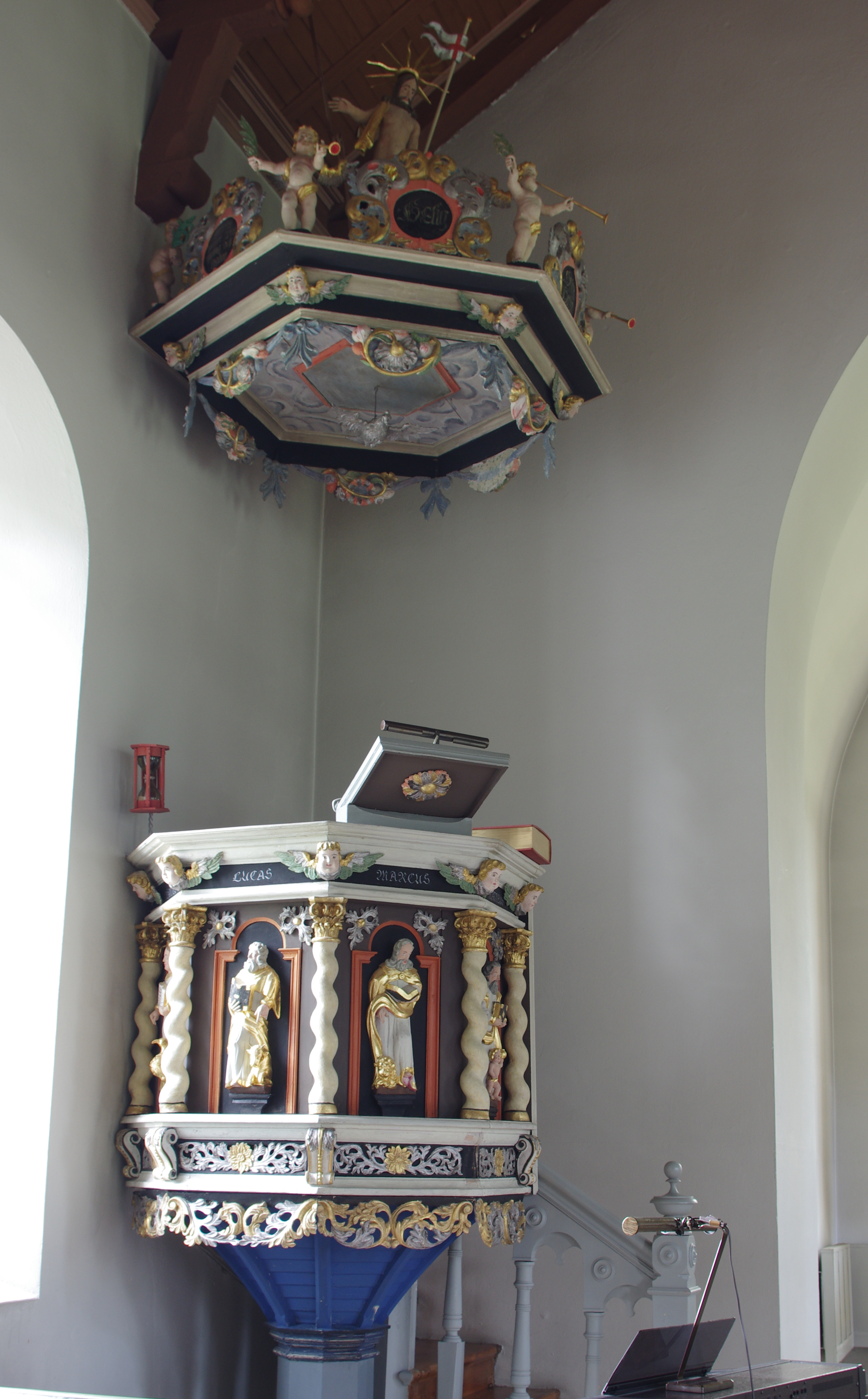
Predikstol.